# Острови поміж течій (фільм, 1977)
«Острови поміж течій» (англ. Islands in the Stream) — фільм американського режисера Франкліна Шеффнера за мотивами однойменного роману Ернеста Хемінгуея, знятий у 1977 році.

## Сюжет
Події у фільму починаються у 1940 році на Багамських островах. Художник Томас Хадсон мешкає на узбережжі острова у власному будинку і проводить вільний час відвідуючи місцеві бари та займаючись рибальством.
Хадсон чекає на приїзд трьох синів, яких не бачив чотири роки.
По їх приїзду, Хадсон проводить з ними багато часу, спілкується та з'ясовує намір старшого сина Тома йти на війну військовим льотчиком. Він згадує своїх колишніх двох дружин та аналізує причини, через які сталися розлучення. У своїх думках і розмовах зі старшим сином, він зізнається, що й досі кохає Одрі, свою першу дружину.
Згодом сини виїжджають і Хадсон знов залишається один.
Та одного дня він зустрічає Одрі. Вони довго розмовляють, згадуючи минуле, проте головне в їх бесіді — звістка про загибель Тома, їх старшого сина.
В цей час на острів продовжують нелегально прибувати біженці з Європи, які тікають від війни. Дістатись острова їм допомагають місцеві моряки-контрабандисти. З метою протидії нелегальній міграції, цьому намагається завадити кубинська берегова охорона.
Одного разу перебуваючи у морі, Хадсон зустрічає пошкоджений катер свого приятеля з біженцями на борту. Він допомагає екіпажу та розміщує втікачів на своєму катері. Та відтепер корабель берегової охорони починає переслідувати його. У перестрілці Хадсон гине.

## Відгуки
За словами Роджера Еберта, кінокритика  видання Chicago Sun-Times, «Острови поміж течій» — великий потужний фільм, який сподобався б Хемінгуею.  Також він відмітив що, попри окремі недоліки, в цілому фільм добре знятий.
Джо Лейдон, член товариства кінокритиків Х'юстона, відзначив «чудовий, грамотний сценарій» та акторів, які «втілюють цей сценарій у життя».

## Номінації
У 1977 році фільм був представлений до нагородження премією Гільдії письменників у номінації «Кращий драматичний сценарій»;
У 1978 році фільм був представлений до нагородження кінопремією «Оскар» у номінації «Краща операторська робота».